# James Rube Ferns
James "Rube" Ferns (Pittsburg, 20 de janeiro de 1874 - 11 de junho de 1952) foi um pugilista americano, que por duas vezes, entre os anos de 1900 e 1901, conquistou o título de campeão mundial dos meios-médios.

## Biografia
Dono de uma mão pesada, Rube Ferns foi um formidável nocauteador, tendo vencido a maioria de suas lutas dessa maneira. Ferns começou a lutar boxe em 1896 e, nocaute após nocaute, foi se tornando um verdadeiro tormento para seus adversários.
Ascendendo rapidamente na carreira, em 1900, Ferns já havia conquistado o direito de desafiar o campeão Mysterious Billy Smith, pelo título mundial dos meios-médios. A luta prometia ser um espetáculo, porém, ninguém poderia prever o desenrolar dos eventos que se sucederiam.
Pra começar, o nocauteador Ferns é quem foi duramente castigado naquela luta, tendo sofrido quinze quedas, ao longo de vinte e um assaltos. No entanto, com a desqualificação de Smith, no vigésimo primeiro assalto, a vitória acabou caindo no colo de Ferns.
Todavia, a confusão estava apenas por começar, visto que em seguida, tanto Ferns, quanto Smith, promoveram suas próximas lutas como sendo de defesa de título. Ferns e Smith venceram, cada qual, suas respectivas lutas. Mas no final das contas, Ferns acabou perdendo a disputa fora dos ringues e foi Smith quem manteve o título de campeão dos meios-médios.
A alegria de Smith, porém, durou pouco, haja vista que poucos meses depois, ele acabou sendo nocauteado por Matty Matthews, que pôs um decisivo fim ao reinado de Smith. Matthews também acabou sendo logo destronado por Eddie Connolly, que por sua vez veio a ser nocauteado por Rube Ferns.
Tendo tudo isto que foi narrado a cima acontecido em 1900, Ferns não precisou esperar muito, depois de sua polêmica luta contra Smith, para enfim se tornar o legítimo campeão mundial dos meios-médios. Mas antes que o agitado ano de 1900 pudesse acabar, Ferns ainda colocou seu título em disputa duas vezes, ambas contra o ex-campeão Matty Matthews. 
Na primeira luta entre Ferns e Matthews, após quinze assaltos, Ferns venceu nos pontos e manteve seu título. Porém, na segunda luta, ocorrida somente um mês após a primeira, o resultado foi exatamente o inverso, com Matthews vencendo nos pontos, em exatos quinze assaltos. Desta forma, o título mundial dos meios-médios trocava de mão pela quarta vez, ainda em 1900.
Apesar de Matthews ter começado o ano de 1901 como sendo o campeão, Ferns logo tomou-lhe o título de volta, com uma expressiva vitória por nocaute no décimo assalto. Em seguida, Ferns conseguiu fazer uma defesa de seu título contra o suiço Frank Erne, o então campeão dos pesos-leves. Porém, em sua segunda defesa, ainda em 1901, Ferns acabou sendo nocauteado por um magnífico lutador oriundo de Barbados chamado Joe Walcott.
Posteriormente, Ferns continuou a lutar até 1906, sem maiores brilhos, exceto por mais dois nocautes aplicados em cima de Matty Matthews, seu eterno rival. Mas apesar de seu fim de carreira ter sido melancólico, comum a tantos outros lutadores na história, Rube Ferns foi um grande boxeador, que nunca recebeu o devido crédito por sua notável carreira.